# بيرت دور
بيرت دور (بالإنجليزية: Bert Dorr)‏ هو لاعب كرة قاعدة أمريكي، ولد في 2 فبراير 1862 في نيويورك في الولايات المتحدة، وتوفي في 16 يونيو 1914 في ديكينسون ،مقاطعة برومي في الولايات المتحدة.

## وصلات خارجية
- بيرت دور على موقعبيزبول رفرنس.كوم (الدوري الرئيسي) (الإنجليزية)
- بيرت دور على موقعبيزبول رفرنس.كوم (الدوري الثانوي) (الإنجليزية)